# Maatschappijoriëntatie
De Maatschappijoriëntatie-profieltoets (MO-profieltoets) is een test, waarmee een schatting gemaakt wordt van de competentie van een nieuwkomer/oudkomer om binnen de Nederlandse maatschappij te functioneren.
Het is een onderdeel van een (mogelijke) vrijstelling voor het inburgeringstoets, samen met vier of vijf NT2 niveau 2-vakken
De toets bestaat uit een verplicht deel en twee keuzeonderwerpen (uit de volgende: onderwijs, vrije tijd, belasting, gezondheidszorg, kinderen).
Het doel van deze toets is het evalueren hoe goed iemand in staat is in de Nederlandse maatschappij te functioneren. In bijvoorbeeld het onderwerp gezondheidszorg men moet aantonnen basiskennis over het functioneren van het Nederlandse zorgstelsel te hebben; dat wil zeggen hij/zij moet (hoogstwaarschijnlijk) weet hebben van de noodzaak van een basisverzekering, en weet hebben van de akten die nodig zijn voor een aanvraag daarvan. Of van de akten die nodig zijn voor een ziekenhuiscontrole.
In principe het gaat over theoretische kennis, maar dan uitsluitend kennis die in de dagelijkse praktijk nodig is.
De toets wordt afgenomen door middel van een computerprogramma. Men moet kiezen tussen 4 verschillende antwoorden. Ieder antwoord is voorzien van een afbeelding. De vragen zijn geschreven en gesproken. De toets heeft 28 verplichte vragen en 6 vragen per keuzeonderdeel, in totaal 40 vragen. Het duurt 30 à 45 minuten.

## Toelichting percentages Maatschappijoriëntatie
- < 46%: Is zeer waarschijnlijk onvoldoende in staat probleemloos te functioneren in veel voorkomende situaties.
- 46 - 60%: Is zeer waarschijnlijk in staat probleemloos te functioneren in enkele veel voorkomende situaties.
- 61 - 85%: Is zeer waarschijnlijk in staat probleemloos te functioneren in (de meeste) veel voorkomende situaties.
- > 85%: Is zeer waarschijnlijk in staat probleemloos te functioneren in (alle) veel voorkomende situaties.